# Gruppe für eine Schweiz ohne Armee
Die Gruppe für eine Schweiz ohne Armee (GSoA, Aussprache [ksˈoːa]) ist eine schweizerische politische Bewegung. Sie wurde 1982 in Solothurn gegründet. Mitglieder fand sie besonders in Kreisen der Friedensbewegung, vor allem im Zusammenhang mit dem NATO-Doppelbeschluss.

## Ziele
Ein Ziel der Gruppe ist die Abschaffung der Schweizer Armee. Die GSoA beschäftigt sich jedoch auch mit anderen Themen der Friedens- und Sicherheitspolitik.

## Geschichte

### Vorgeschichte, Gründung und erste Initiative
Zu einem nicht mehr rekonstruierbaren Zeitpunkt im Jahr 1981 kamen zwei Mitglieder der Jungsozialisten Basel-Stadt auf die Idee, eine Volksinitiative zur Abschaffung der Armee zu lancieren. Eine solche Idee war damals ein unerhörter Tabubruch. Die Idee wurde von den JUSO Basel aufgenommen, durchdiskutiert und in die JUSO Schweiz getragen. Am 5./6. Dezember 1981 organisierten dann die JUSO Schweiz in Basel ein Seminar zu diesem Thema, an dem Vertreter von 20 Schweizer JUSO-Sektionen teilnahmen. In der Folge wurde die Armeeabschaffung zum Jahresthema der JUSO Schweiz bestimmt und ein Jahr lang diskutiert. Schliesslich kam man zum Schluss, die Idee weiter zu verfolgen, aber nicht im Rahmen der Juso, sondern in einer für diesen Zweck neu zu gründenden Organisation. Einerseits, weil die Lancierung einer solchen Initiative die Kräfte der Juso überstieg und man keine monothematische Organisation werden wollte, aber auch, weil man eine möglichst breite Abstützung anstrebte.
Als Folge wurde am 12. September 1982 im Restaurant «Kreuz» in Solothurn die «Gruppe für eine Schweiz ohne Armee» (GSoA) gegründet. Die folgenden zweieinhalb Jahre dienten dem Aufbau der Organisation und der Formulierung des Initiativtextes.
Am 25. Februar 1985 wurde der Unterschriftenbogen mit dem ausformulierten Initiativtext zur Vorprüfung der Bundeskanzlei eingereicht. Der offizielle Titel der Initiative lautete: «Für eine Schweiz ohne Armee und für eine umfassende Friedenspolitik». Das Initiativkomitee umfasste 100 Personen. Am 12. März 1985 wurde die Initiative im Bundesblatt veröffentlicht, wodurch die Sammelfrist zu laufen begann. Dadurch war als Ende der Sammelfrist der 12. September 1986 festgelegt.
Im Herbst 1986 wurde die Initiative eingereicht. Die Bundeskanzlei stellte 111'300 gültige Unterschriften fest, womit die Initiative zustande kam.
Die Abstimmung fand am Wochenende vom 25./26. November 1989 statt. Bei der für Schweizer Verhältnisse aussergewöhnlich hohen Stimmbeteiligung von 69,18 % stimmten 35,6 % der Abstimmenden für die Abschaffung der Armee (1'052'442 Ja gegen 1'904'476 Nein). In den Kantonen Jura und Genf wurde die Initiative sogar angenommen. Das Resultat der Abstimmung und das Ende der Sowjetunion 1991 beeinflusste die nachfolgenden Reformen der Schweizer Armee.
Nach der Volksabstimmung verliess ein Teil der Gründungsmitglieder die GSoA, da sie den Organisationszweck als erfüllt betrachteten.

### F/A-18-Initiative 1992/93
Als im Frühjahr 1992 beide Kammern des Parlaments der Beschaffung von 34 Kampfflugzeugen des Typs F/A-18 zugestimmt hatten, gelang es der GSoA nach eigenen Angaben innert 32 Tagen fast 500'000 Unterschriften für eine Initiative gegen dieses Vorhaben zu sammeln. Am 9. Juli 1992 stellte die Bundeskanzlei fest, dass die Initiative mit 181`707 gültigen Unterschriften zustande gekommen war. Armeekreise bekämpften auch diese zweite GSoA-Initiative. Sie wurde als Armeeabschaffung in Raten bezeichnet. Die zweite GSoA-Initiative wurde am 6. Juni 1993 abgelehnt, allerdings waren 42,8 % der Abstimmenden für einen Verzicht auf die Flugzeuge.

### Jugoslawienkrieg
Mitte der 1990er Jahre engagierte sich die GSoA gegen den Krieg im ehemaligen Jugoslawien, sowohl durch die Unterstützung verschiedener Organisationen (Antiratna Kampanja Hrvatska, Peace Institute Ljubljana, OTPOR in Serbien) wie auch mit eigenen Friedenserziehungs- und Wiederaufbauprojekten.

### UNO-Initiative 1999
1999 beteiligte sich die GSoA an der Unterschriftensammlung für die Initiative für einen UNO-Beitritt der Schweiz, welche 2002 angenommen wurde.

### Referendum gegen die Revision des Militärgesetzes 2001
Im Jahre 2001 sammelte die GSoA mehr als 60.000 Unterschriften für ein Referendum gegen eine Revision des Militärgesetzes. Sie war insbesondere gegen die Bewaffnung bei Auslandeinsätzen (besonders Swisscoy). Am 10. Juni 2001 fand das Vorhaben die Zustimmung von 51 % der Abstimmenden.

### Zweite Abschaffungsinitiative und Initiative für zivilen Friedensdienst 1999/2001
Am 2. Dezember 2001 fand die Abstimmung über zwei weitere Initiativen der GSoA statt: «Für eine glaubwürdige Sicherheitspolitik und eine Schweiz ohne Armee» nannte sich die eine Vorlage, die andere «Solidarität statt Soldaten: Für einen freiwilligen Zivilen Friedensdienst». Damit sollte die Armee durch eine Art ziviles Peace Corps (Friedenskorps) ersetzt werden. Die im Herbst 1999 eingereichten Initiativen wurden von der Mehrheit der Stimmberechtigten abgelehnt, nur 21,9 % Ja-Stimmende waren zu verzeichnen.

### Proteste gegen den Irakkrieg 2003
Während der Proteste gegen den Krieg im Irak 2003 war die GSoA eine der tragenden Organisationen der Demonstrationen und Aktionen in der Schweiz. Innerhalb weniger Wochen verkaufte die GSoA mehrere Zehntausend PACE-Friedensfahnen, welche zu einem prägenden Symbol der Proteste wurde.

### Volksinitiative «für ein Verbot von Kriegsmaterial-Exporten»
Seit dem 27. Juni 2006 sammelte die GSoA zusammen mit weiteren Organisationen Unterschriften für die eidgenössische Volksinitiative «für ein Verbot von Kriegsmaterial-Exporten». Sie wurde am 21. September 2007 – drei Monate vor Ablauf der offiziellen Sammelfrist – mit 109’224 Unterschriften eingereicht. Die Initiative wurde am 29. November 2009 von Volk und Ständen sehr deutlich verworfen.

### Volksinitiative «Für den Schutz vor Waffengewalt»
Die zusammen mit ca. 40 anderen Organisationen und Partien lancierte eidgenössische Volksinitiative «Für den Schutz vor Waffengewalt», welche den privaten Waffenbesitz einschränken und den Militärdienstleistenden die Armeewaffe nicht mehr nach Hause mitgeben will, wurde am 4. September 2007 offiziell lanciert. Des Weiteren fordert die Initiative die Einführung eines Waffenregisters und die Einschränkung des Waffenbesitzes auf Personen, die einen Bedarfs- und Fähigkeitsnachweis erbringen können. Das Parlament reagierte mit dem Entscheid, die Taschenmunition nicht mehr nach Hause zu geben, was jedoch von den Initianten als zu wenig weitgehend kritisiert wurde. Die Volksinitiative wurde am 13. Februar 2011 von Volk und Ständen abgelehnt.

### Volksinitiative «Gegen neue Kampfflugzeuge»
Diese Initiative will ein zehnjähriges Moratorium, in denen keine neuen Kampfjets angeschafft werden dürfen. Am 8. Juni 2009 wurde die Initiative mit 107'828 Unterschriften eingereicht. Am 13. November 2010 entschied die GSoA-Vollversammlung die Initiative zurückzuziehen, da der Inhalt der Initiative erfüllt sei, und bis 2020 mit grosser Wahrscheinlichkeit keine neuen Kampfflugzeuge gekauft werden.

### Volksinitiative «Ja zur Aufhebung der Wehrpflicht»
Die GSoA hat an ihrer Vollversammlung vom 17. April 2010 in Solothurn die Lancierung der Volksinitiative «Ja zur Aufhebung der Wehrpflicht» beschlossen. Beibehalten werden soll gemäss der Initiative der Zivildienst als freiwilliger Dienst neben einer Freiwilligenmiliz. Die Volksinitiative wurde am 5. Januar 2012 mit 107'280 Unterschriften eingereicht.
Am 22. September 2013 fand eine Volksabstimmung statt; 73,2 Prozent der Abstimmenden stimmten gegen die Abschaffung der Wehrpflicht.

### Referendum gegen den neuen Kampfjet Gripen
Am 8. Oktober 2013 wurde mit linken Parteien und Organisationen das Referendum gegen den neuen Kampfjet Saab 39 «Gripen» lanciert. Am 14. Januar 2014 verkündete die GSoA, dass das Referendum mit rund 100'000 Unterschriften bei der Bundeskanzlei eingereicht wurde. Am 29. Januar 2014 teilte die Bundeskanzlei mit, dass das Referendum mit 65'384 gültigen von 65'797 eingereichten Unterschriften, zustande gekommen ist. Die Beschaffung wurde am 18. Mai 2014 mit 53,4 Prozent Nein-Stimmen gegen 46,6 Prozent Ja-Stimmen abgelehnt.

### Volksinitiative «Für ein Verbot der Finanzierung von Kriegsmaterialproduzenten»
Am 11. April 2017 wurde die Volksinitiative für ein Verbot der Finanzierung von Kriegsmaterialprdouzenten (kurz: Kriegsgeschäfte-Initiative) lanciert. Am gleichen Tag besprayte die damals 86-jährige Friedensaktivistin Louise Schneider eine Bauwand vor der Schweizerischen Nationalbank, um gegen deren Investitionen in Rüstungsfirmen zu protestieren. Die Aktion sorgte international für Schlagzeilen. Die GSoA und die Jungen Grünen Schweiz waren die Hauptträger der Initiative. Am 18. Juni 2018 vermeldete die Bundeskanzlei das Zustandekommen der Initiative. Am 29. November wurde die Initiative mit 57,5 Prozent Nein-Stimmenanteil abgelehnt.

### Volksinitiative gegen Waffenexporte in Bürgerkriegsländer
Mitte Mai 2018 kündete der Bundesrat an, die Regeln betreffend dem Export von Kriegsmaterial lockern zu wollen. Unter anderem sollten neu auch Waffenexporte in Bürgerkriegsländer zugelassen werden. Aufgrund des grossen Widerstands in der Bevölkerung krebst der Bundesrat jedoch wieder zurück und verzichtete auf die Lockerung der Kriegsmaterialverordnung. Nichtsdestotrotz bildete sich eine breite politische Allianz, bei welcher auch die GSoA beteiligt ist. Diese Allianz sammelte in Rekordzeit eine Volksinitiative gegen Waffenexporte in Bürgerkriegsländer (kurz: Korrektur-Initiative), um die Regeln für den Export von Schweizer Kriegsmaterial zu verschärfen und die demokratische Legitimation für diese zu erhöhen. Der Bundesrat präsentierte Ende 2019 zwei Varianten eines möglichen Gegenvorschlags zur Volksinitiative.

### Referendum gegen neue Kampfjets
Am 8. Januar 2020 wurde das Referendum "Nein zu den Kampfjet-Milliarden" lanciert, bei dem die GSoA, die SP Schweiz und die Grünen Schweiz Hauptträger waren. Das Referendum richtete sich gegen das Vorhaben des Bundesrates, trotz dem Bevölkerungs-Nein zur Beschaffung von Gripen-Kampfjets im Jahr 2014 sechs Milliarden Franken für neue Kampfjets auszugeben. Gesamthaft kostet das Vorhaben bis zu 24 Milliarden Franken. Am 27. September 2020 fand die Volksabstimmung statt. Die Wähler stimmten mit 50,1 % für die Beschaffung.